# Forat negre microscòpic
Els forats negres microscòpics són forats negres minúsculs, també anomenats forats negres quàntics o mini forats negres, on els efectes de la mecànica quàntica tenen un paper important.
És possible que aquests forats negre primordials quàntics fossin creats en un entorn d'alta densitat de l'univers primitiu (o big-bang), o possiblement durant les fases següents. Els astrofísics potser els podran observar en un futur pròxim, gràcies a les partícules que esperen emetre amb la radiació de Hawking.
Algunes teories que inclouen dimensions espacials addicionals prediuen que els forats negres microscòpics podrien estar formats a una energia tan alta com el TeV, els quals es poden aconseguir en acceleradors de partícules com al Large Hadron Collider (LHC). Hi ha gent que es preocupa que el LHC en pugui formar un i que s'acabi el món, però els científics que hi treballen diuen que no hi ha cap problema, ja que allà només s'hi fa el que la naturalesa ja ha fet moltes vegades. Això no obstant, aquest tipus de forats negres quàntics s'evaporarien a l'instant, ja sigui totalment o deixat només un residu molt dèbil que interaccioni. Juntament amb els arguments teòrics, podem notar que els rajos còsmics que bombardegen la Terra no produeixen cap dany, malgrat que arriben al centre de la Terra energies del rang de cents de TeV.

## Massa mínima d'un forat negre
En principi, un forat negre pot tenir una massa igual o més gran que la massa de Planck (més o menys uns 22 micrograms). Per fer un forat negre, hom ha de concentrar prou la massa o l'energia perquè la velocitat d'escapament de la regió en la qual està concentrada sigui més elevada que la velocitat de la llum. Aquesta condició dona el radi de Schwarzschild, {\displaystyle R=2GM/c^{2}}, on G és la constant gravitacional i c la velocitat de la llum d'un forat negre de massa M. Per l'altra banda, la longitud d'ona de Compton, {\displaystyle \lambda =h/Mc}, on h és la Constant de Planck, representa un límit en la mida mínima de la regió en què una massa M en repòs es pot trobar. Per una massa prou petita M, la longitud d'ona Compton reduïda, {\displaystyle \scriptstyle {\lambda \;=\;\hbar /Mc}}, on ħ és la Constant de Planck, sobrepassa la meitat del radi de Schwarzschild, i no existeix cap descripció de forat negre. Aquesta massa tan petita d'un forat negre és aproximadament la Constant de Planck.
Algunes extensions de la física actual postulen l'existència de dimensions extres de l'espai. En un espaitemps amb més dimensions, la força de la gravetat augmenta més ràpidament amb una distància decreixent que en tres dimensions. Amb certes configuracions especials de les dimensions extra, aquest efecte pot disminuir l'escala de Planck pel rang de TeV. Exemples d'aquestes extensions inclouen grans dimensions extres, casos especials del model de Randall-Sundrum, i de configuracions com les solucions GKP de la teoria de les cordes. En aquestes escenes, la producció de forats negres podria ser un efecte important i observable al LHC. També seria un fenomen natural induït pels raigs còsmics.

## Estabilitat d'un forat negre microscòpic

### La radiació de Hawking
El 1974, Stephen Hawking argumentà que degut als efectes quàntics els forats negres "s'evaporaven" per un procés que ara anomenem la radiació de Hawking on les partícules elementals (fotons, electrons, quarks, gluons, etc.) són emeses. Els seus càlculs demostren que quan un forat negre és de mida més petita, la seva velocitat augmenta, fent així que hi hagi una sobtada ràfega de partícules mentre el forat negre explota de cop.
Qualsevol forat negre primordial de massa prou baixa seguirà l'evaporació de Hawking a una massa propera a la de Plank en el curs de vida de l'Univers. En aquest procés, aquests forats negres petits expulsen a fora matèria. Una idea general d'això és que els parells de partícules virtuals sorgeixen del buit, a prop de l'horitzó d'esdeveniments, amb un membre de la parella capurat i l'altre que s'escapa del forat negre. El resultat final és que el forat negre perd massa degut a la conservació de l'energia. Conforme amb la fórmula de la termodinàmica dels forats negres, quan més massa perd un forat negre, més calent es torna i més ràpidament s'evapora, fins que s'acosta a la massa de Planck. En aquesta part, el forat negre hauria de tenir la temperatura de Hawking de TP / 8π (5.6×10³² K), que significa que una partícula de Hawking emesa hauria de tenir una energia comparable a la massa del forat negre. Així, la descripció termodinàmica falla. Un mini forat negre també tindria una entropia de només 4 π nats aproximadament, el valor mínim possible. En aquest pas, l'objecta ja no es pot descriure més com un forat negre clàssic, i els càlculs de Hawking també fallen.
Mentre que la radiació de Hawking de vegades és qüestionada, Leonard Susskind resumeix la perspectiva d'un expert en un dels seus llibres: "De tant en tant, documents de física semblen afirmar que els forats negres no s'evaporen. Aquests papers desapareixen ràpidament del piló d'escombraries infinit d'idees marginals".

### Conjectures per a l'estat final
Les conjectures per al destí final d'un forat negre inclouen l'evaporació total i la producció d'una massa de Planck de la mida d'un forat negre romanent. És possible que aquesta massa de Planck del forat negre ja no sigui capaç d'absorbir l'energia gravitacional com ho faria un forat negre clàssic degut a les diferències entre els nivells d'energia quantificada permesa, ni per emetre partícules de Hawking per la mateixa raó. Poden ser, en efecte, objectes estables. En aquest cas, serien WIMPs (Partícules febles d'interacció feble); això podria explicar la matèria fosca

## Forats negres primordials

### Formació en l'univers primitiu
La producció d'un forat negre necessita molta concentració de massa o energia amb el corresponent radi de Schwarzschild. Hi ha hipòtesis que diuen que just després del big-bang, l'univers era prou dens com per cabre en el seu propi radi de Schwarzschild. Tot i així, en aquells temps l'univers no era capaç de col·lapsar-se dins d'una singularitat degut a la seva distribució uniforme de massa i al ràpid creixement. Això no obstant, no exclou la possibilitat totalment que els forats negres de diverses mides poden haver sorgit localment. Un forat negre format d'aquesta manera s'anomena un forat negre primordial i és la teoria més àmpliament acceptada per la possible creació dels forats negres microscòpics.

### Aspectes observables esperats
Els forats negres primordials de masses inicials al voltant dels 1015 grams estarien completant la seva evaporació ara. Els forats negres primitius més lleugers ja estarien evaporats. En circumstàncies optimistes, el satèl·lit GLAST, llançat el juny del 2008, pot trobar proves experimentals de l'evaporació de forats negres propers observant les explosions de rajos gamma. És poc probable que una col·lisió entre un forat negre microscòpic i un objecte com un planeta sigui clarament visible. Això es deu al fet que el petit radi i l'alta densitat del forat negre li permetria passar directament a través de qualsevol objecte que estigués format per àtoms normals i interaccionaria amb només uns quants àtoms seus mentre ho fes. Això no obstant, s'ha suggerit que un forat negre petit (amb prou massa) que passés a través de la terra produiria un senyal sísmic acústic detectable.

## Forats negres microscòpics produïts per les persones

### Podem produir forats negres microscòpics?
En la familiar gravetat tridimensional, l'energia mínima d'un forat negre microscòpic és de 1019 GeV, el qual hauria d'estar condensat en una regió de l'ordre de la longitud de Planck. Això està més enllà dels límits de la tecnologia actual. S'estima que per fer col·lidir dues partícules amb una longitud de Planck amb la intensitat del camp magnètic possible actualment, necessitaria un accelerador d'aproximadament 1000 anys llum de diàmetre per mantenir les partícules en el bon camí. Stephen Hawking també va dir en el capítol 6 del seu llibre Breu història del temps que el físic John Archibals Wheeler una vegada va calcular que una bomba d'hidrogen molt potenta amb tot el deuteri que hi ha a tota l'aigua de la Terra podria generar un forat negre, però Hawking no dona cap càlcul o cap referència per afirmar això.
Això no obstant, en algunes circumstàncies incluint dimension extra espacials, la massa de Planck pot ser tan baixa com la sèrie de TeV. El LHC ha dissenyat col·lisions amb 14 TeV de protó-protó i de 1150 TeV de Pb-Pb. Es va discutir que el 2001 la producció d'un forat negre es podria observar al LHC o als futurs acceleradors més potents. Aquest forat negre hauria de desintegrar-se emetent aerosols de partícules que podrien ser vistos pels detectors d'aquestes instal·lacions. Un document fet per Choptuik i Pretorius, publicat el 17 de març de 2010 al Physical Review Letters, presentava una prova feta amb ordinador que els forats negres microscòpics s'han de formar a partir de dues partícules que xoquin amb la prou energia, la qual pot ser permesa a les energies amb les quals el LHC treballa si les dimensions addicionals són presents a més de les quatre tradicionals (les de l'espai i el temps).

### Sobre la seguretat
Els càlculs de Hawking i més arguments generals de mecànica quàntica prediuen que els forats negres microscòpics s'evaporen quasi instantàniament. Els elements de seguretat suplementaris més enllà dels basats en la radiació de Hawking es van donar en un document on s'ensenyava que en escenaris hipotètics amb forats negres estables que poguessin perjudicar la Terra, haurien produït rajos còsmics i ja haurien destriut objectes astronòmics coneguts com la Terra, el Sol, les estrelles de neutrons o nanes blanques.

## Forats negres a les teories quàntiques de la gravetat
És possible, que en algunes teories de la gravetat quàntica, calcular les correccions quàntiques per a forats negres normals i clàssics. Contràriament als forats negres convencionals, els quals són solucions de les equacions del camp gravitacional de la teoria de la relativitat general, els forats negres amb gravetat quàntica incorporen efectes gravitatoris quàntics a la proximitat de l'origen, on classicament es produeix una singularitat corbada.
D'acord amb la teoria feta servir pel model quàntic d'efectes gravitatòris, hi ha diferents tipus de forats negres quàntics (forats negres de bucle, no commutatius, assimptòticament segurs). Aquests forats negres són singularitats lliures.

## Ficció
- A la novel·la Terra de David Brin, un forat negre microscòpic artificial rellisca al nucli de la Terra.
- A la Ilium/Olympos de Dan Simmons, una fita important és el "Cràter de París", on un home va fer un camp de contenció d'un forat negre microscòpic que va fallar, i el forat negre es va enfonsar fins al centre de la Terra col·lapsant (probablement d'acord amb la teoria de la radiació de Hawking), deixant un crater volcànic.
- A The Hole Man i The Borderland of Sol de Larry Niven, es negocia amb "forats negres quàntics"
- A la novel·la de Martin Caidin, Star Bright, es crea un objecte durant un test d'implosió-fusió que té essencialment propietats d'un forat negre microscòpic, tot i que no se li dona aquest nom. L'objecte finalment es destrueix però el resultat de l'explosió destrueix una àrea enorme al seu voltant.
- A les Gap series de Steen R. Donaldson, presenta unes granades-singularitat que allibera un forat negre microscòpic quan impacta en un vaixell.
- A les Halo series de Bungie, el mètode de viatjar més ràpid que la llum amb una nau espacial és a través d'un domini no dimensional conegut com a "lliscament espacial", i és possible gràcies l'esquinçament de l'espaitemps fent viatges artificialment i creant milers de forats negres microscòpics que s'evaporen ràpidament amb la radiació de Hawking.